# Dario Simoni
Dario Simoni (Brescia, 21 agosto 1970) è un allenatore di pallavolo italiano.
È l'allenatore in seconda dello Stocznia Szczecin.

## Carriera
Inizia la sua carriera di allenatore in squadre della provincia di Brescia, prime fra tutte le squadre dell'oratorio di Casazza e Collebeato. In quest'ultima cittadina allena, nel 1995, la formazione femminile di prima divisione. Nel 1997 sale in Serie B1 come assistente allenatore nel Rodengo Saiano, squadra che nel 1999 viene trasferita nel capoluogo provinciale da Marcello Gabana. La sua esperienza nella Gabeca Pallavolo Brescia termina nel 2002, dopo due stagioni in Serie A2.
Nel 2003 entrò a far parte dello staff della Gabeca Pallavolo del presidente Gabana, esordendo così in Serie A1. Il 30 novembre 2004, causa l'esonero di Enzo Valdo, viene promosso a 1º allenatore, ruolo che conserverà anche per tutta la stagione 2005-06. L'esonero tocca lui stesso nel 2007, quando in gennaio lascia la panchina del Bassano Volley. Nel 2008 è il vice di Roberto Serniotti nella M. Roma Volley, con la quale conquista la Coppa CEV, mentre l'anno successivo torna nella Gabeca nel frattempo trasferitasi a Monza.
Nel 2011 inizia la sua esperienza nel Top Volley di Latina, con la quale raggiunge per due anni consecutivi la finale (senza però aggiudicarsi il trofeo) di una competizione europea. Dal 21 gennaio 2014 è 1º allenatore della squadra pontina, chiamato a sostituire il partente Roberto Santilli, mentre in estate siede sulla panchina della Nazionale bulgara. Il 22 agosto dello stesso anno viene ufficializzato il suo ingaggio da parte della Trentino Volley, come assistente di Radostin Stojčev.

## Palmarès
- Coppa CEV: 1

2007-08